# マッテ地区
マッテ地区（独: Mattequartier、あるいは単にマッテ（Matte）、ベルン方言:Mättu、行政区名黒区（Schwarzes Quartier））は、スイスの首都ベルンの中で、ベルン旧市街の一部。ベルン市内区の統計区の一つ（黒区）であり、大地区の一つ（マッテ区）でもある。2019年現在、1,185人の人口があり、その内1,018人がスイス人で、167人が外国人である。湾曲したアーレ川に突き出すような形の半島の先端にあり、旧市街の下部にあって川に面している。そのため、地理的にも地形的にも他の旧市街からは明瞭に分かれた特徴を有している。

## 歴史
マッテ地区は、1327年頃の文書に初めて現れ、長い間アーレ川を渡る唯一の手段であったウンタートール橋の周辺地域を指している。マッテ地区は、渡し人やいかだの上陸点であり、漁師や馬車屋が働いていて、アーレ川の水力は交易や小規模工場に使われ、皮革産業の原動力にもなっていた。
1448年当時にマッテ地区には約600人が居住しており、当時のベルン市の人口の約10パーセントを占めていた。マッテ地区はベルン市の騎士四分区の一つ、メッツゲルン四分区に属しており、教会の教区はベルン教区であった。1721年にベルン教区が三分されると、マッテ地区は新しく設立されたニーデック教区に属することとなり、教区教会はニーデック教会となった。1798年にフランスによって5つの色による分区制がベルン市に敷かれると、マッテ地区は黒区となった。
16世紀に、数名のアナバプテストがアーレ川で溺死する事件が起きた。
古い時代からマッテ地区は公衆浴場が有名で、一部は売春宿となっていた。1760年にはジャコモ・カサノヴァが訪れており、1824年の夏にはベルリンの建築家カルル・フリードリッヒ・シンケルも訪れて街の猥雑さに衝撃を受けている。
1891年にはベルンで最初の電力会社がマッテ地区に開業した。マッテリフトと呼ばれる電気エレベータが1897年に設置されて現在でもマッテ地区とベルン大聖堂プラットホームを接続しており、14世紀に付けられた183段の木製階段「マッテ階段」（Mattentreppe）とともに大聖堂の裏手とマッテ地区を繋いでいる。
小さな工場が並び労働者が居住していたマッテ地区は、20世紀後半には芸術家と学生の街に変わりつつあり、ジェントリフィケーションが起こって、古い家屋の改修工事が相次いで行われた。現在では約1,400人がマッテ地区に居住している。
2005年のアルプス大洪水では、4回にわたりアーレ川の水があふれ、マッテ地区の一部は数メートルの深さに水没した。8月24日には地区全体が避難となり、住民が家に戻れるまで数日待たねばならなかった。
かつてマッテ地区には、独特の「マッテ英語」（Mattenenglisch）が隠語として発達し、主に男性の間で代々受け継がれていたが、現在ではほとんど聞くことはなく、日常会話の断片的な表現にわずかに生き残っている。

## ギャラリー

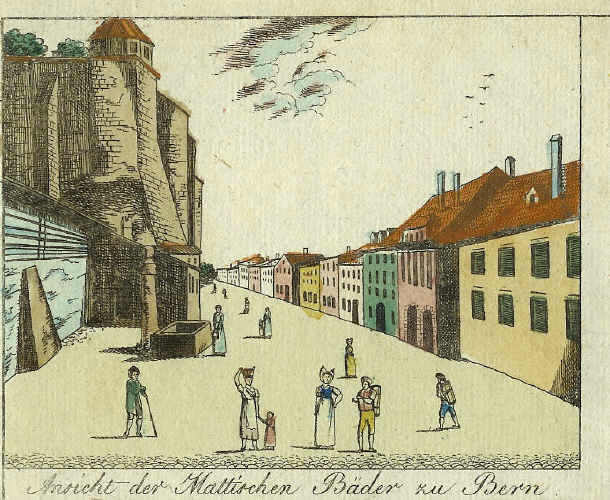
1830年頃のマッテ地区の公衆浴場
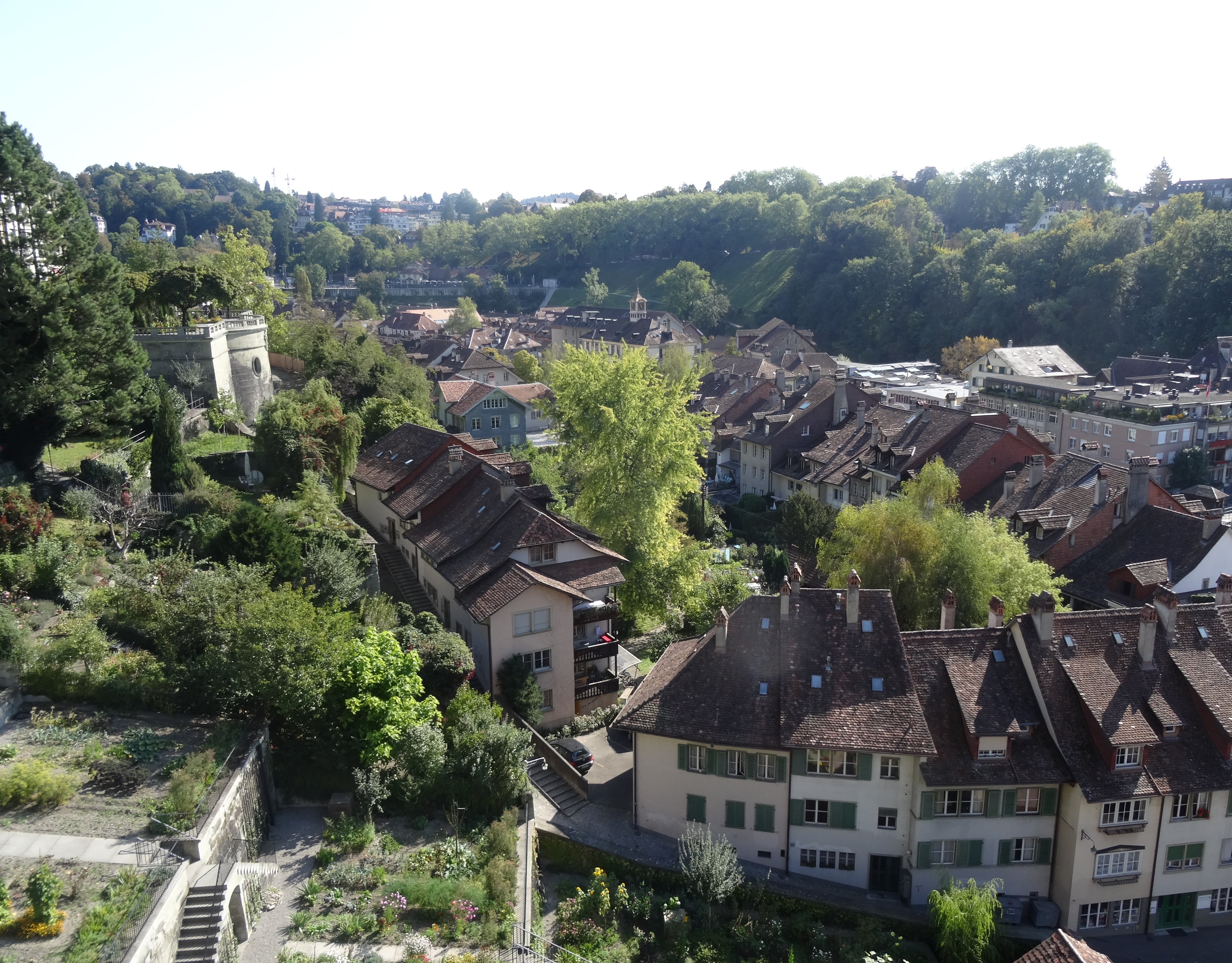
マッテ地区の風景
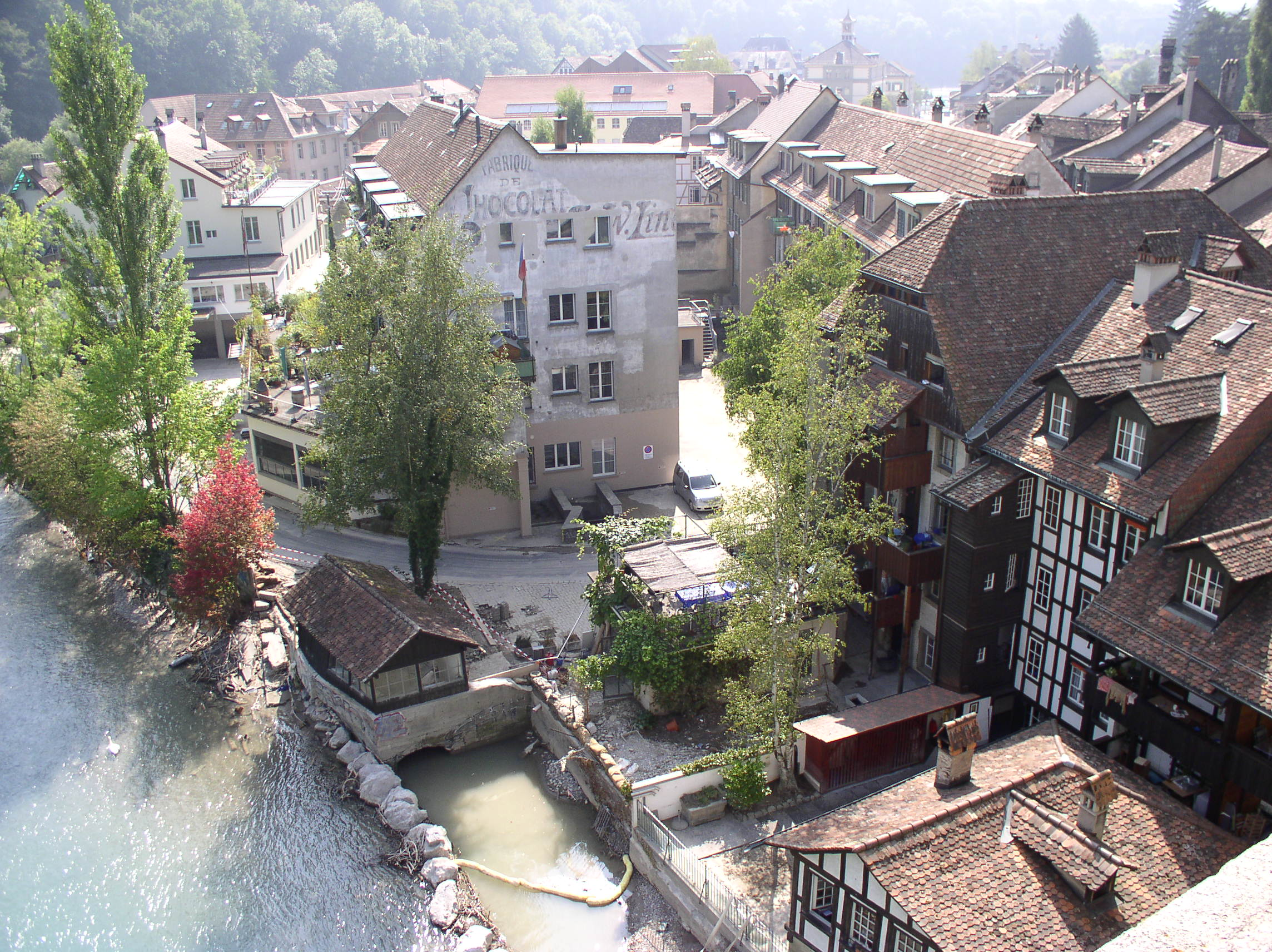
ニーデック橋から見たマッテ地区
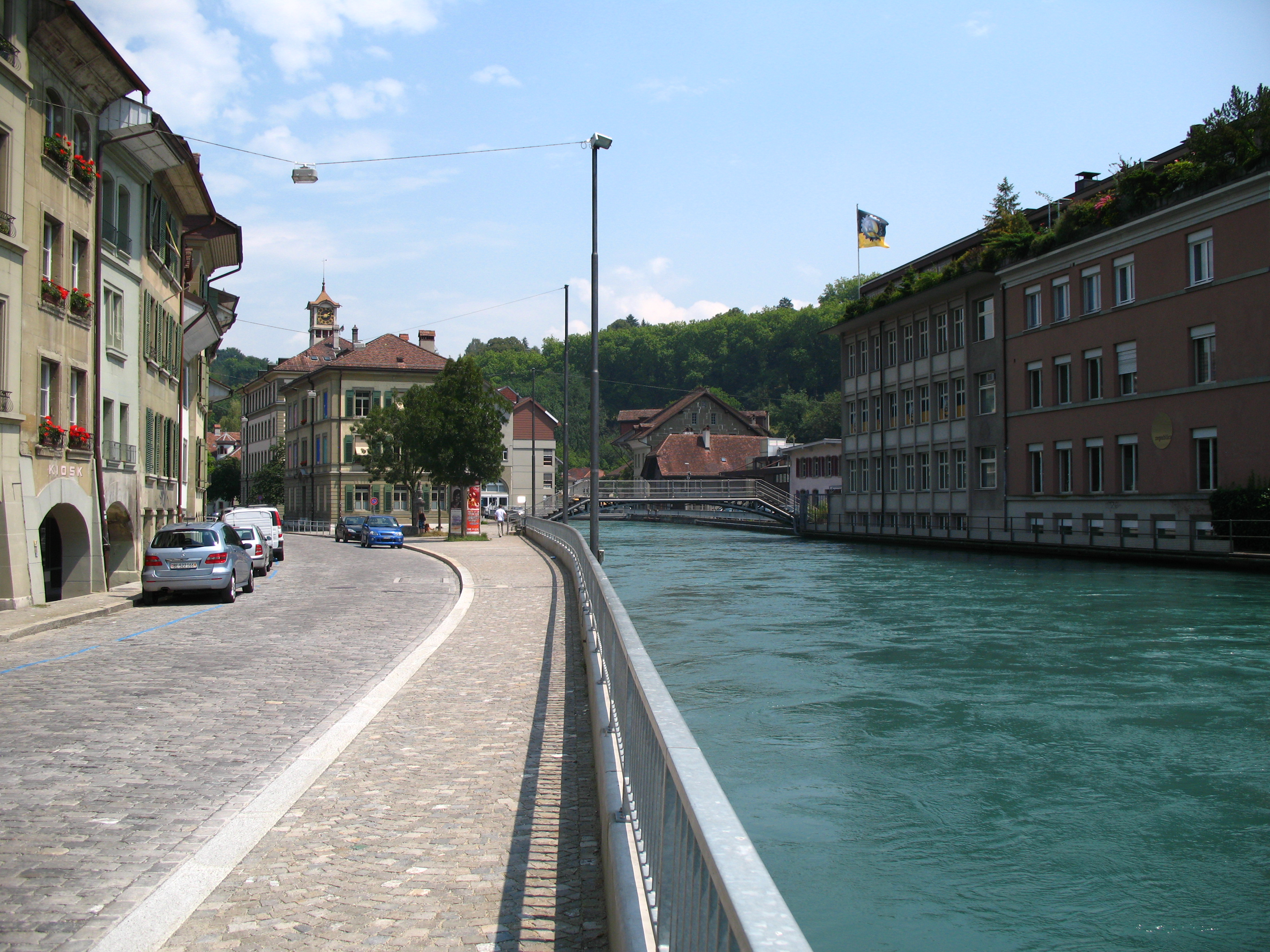
Schifflaube と Tych
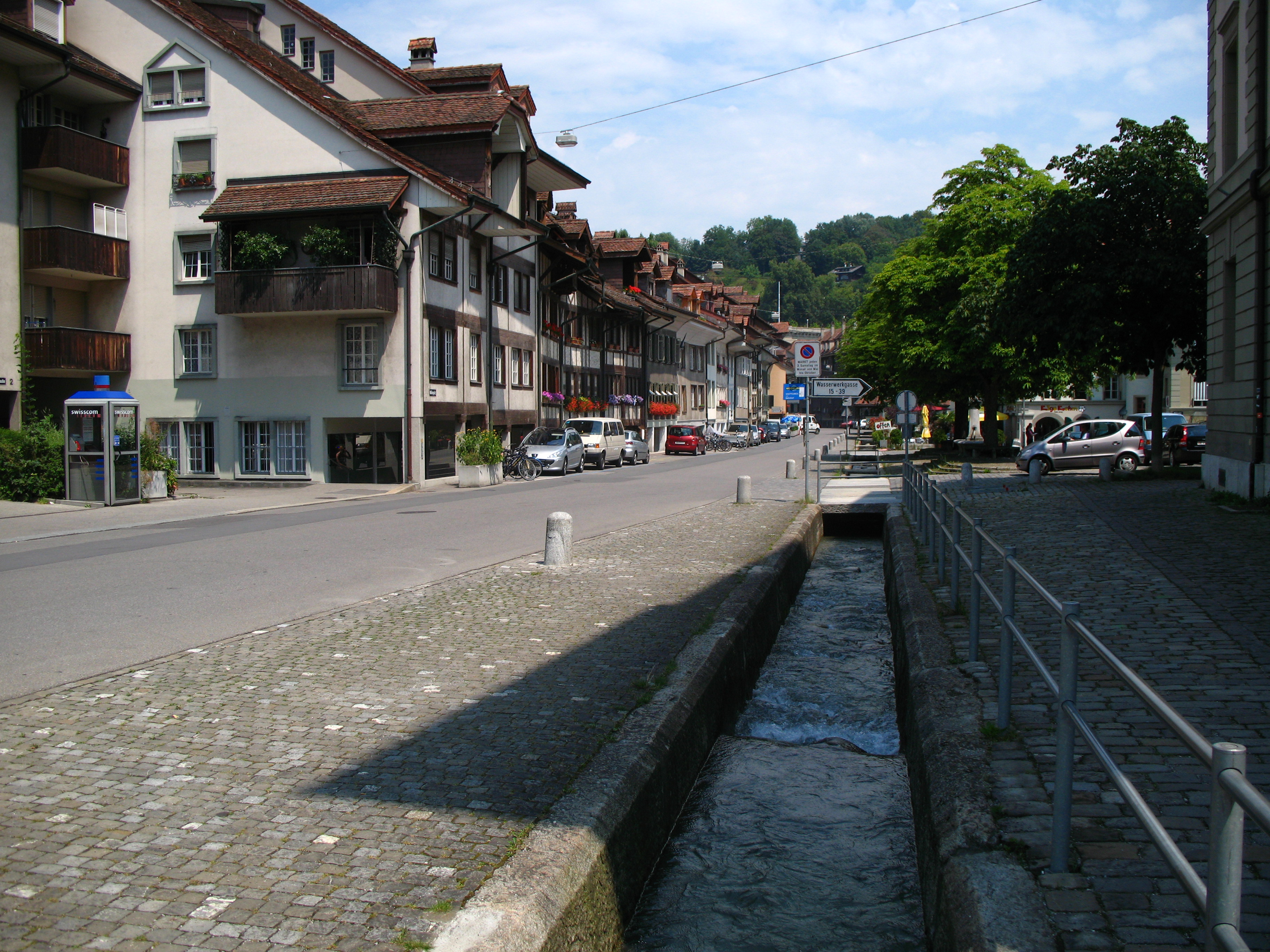
ミューレン広場のマッテ川
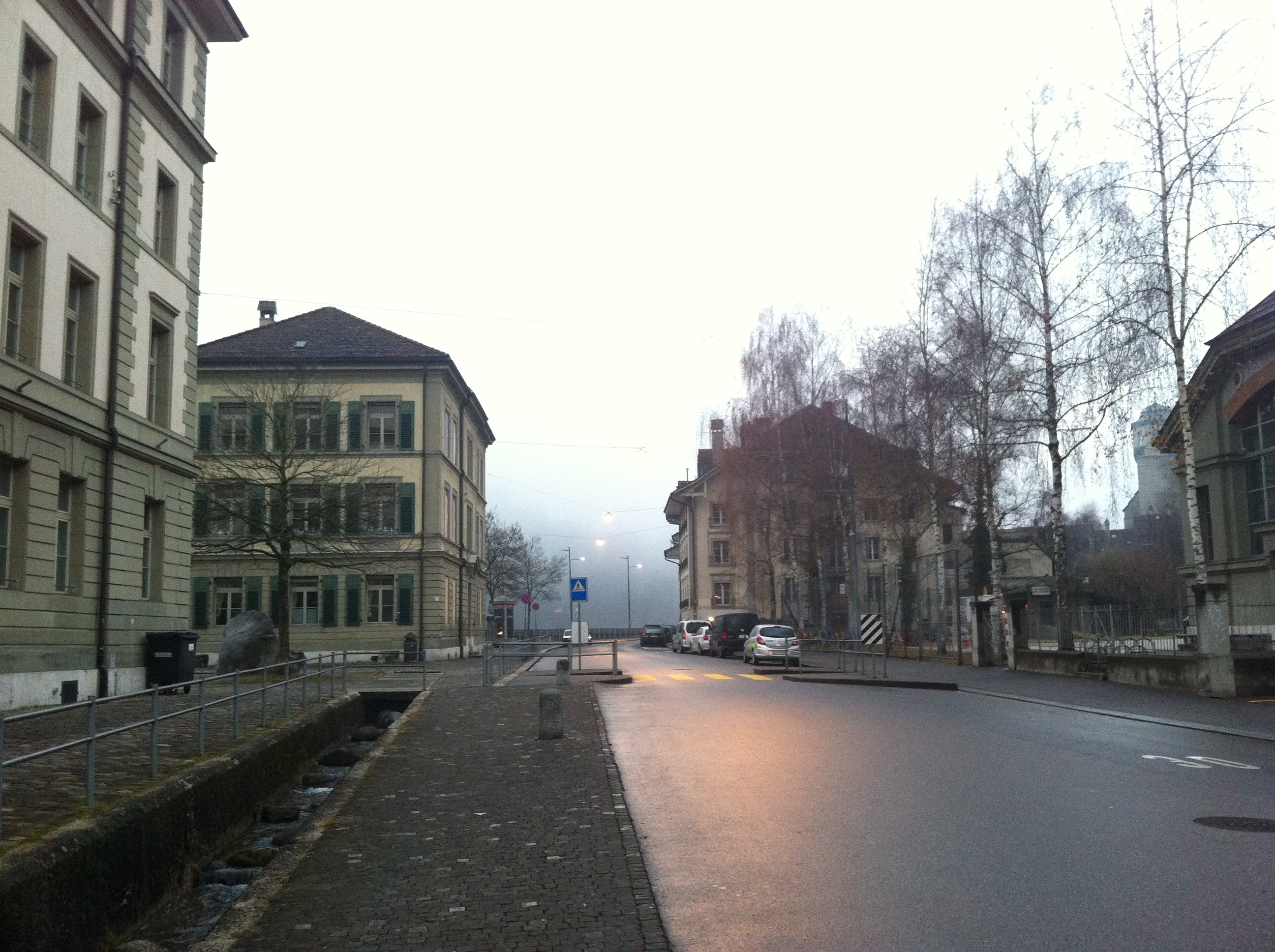
マッテ地区の2つの学校